# صنوبری
ابوالقاسم ابوبکر احمد بن محمد بن حسن بن مرّار الجوزی الرقیّ الضبیّ الحلبی انطاکی مشهور به صنوبری شاعر شیعهٔ سدهٔ چهارم هجری است. محتوای اشعارش وصف طبیعت و مدح اهل بیت است. وی در حلب و دمشق زندگی کرده است. صنوبری در سال ۳۳۴ ه‍.ق درگذشت.